# داني فيري (لاعب كرة قدم)
داني فيري (بالإنجليزية: Danny Phiri)‏ هو لاعب كرة قدم زيمبابوي في مركز الوسط، ولد في 25 يوليو 1989 في زيمبابوي. شارك مع منتخب زيمبابوي لكرة القدم. أما مع النوادي، فقد لعب مع تشيكن إن ‏.

## وصلات خارجية
- داني فيري (لاعب كرة قدم) على موقع قاعدة بيانات كرة القدم.إي يو (الإنجليزية)
- داني فيري (لاعب كرة قدم) على موقع ناشيونال فوتبول تيمز (الإنجليزية)